# Nora Kudrjawizki

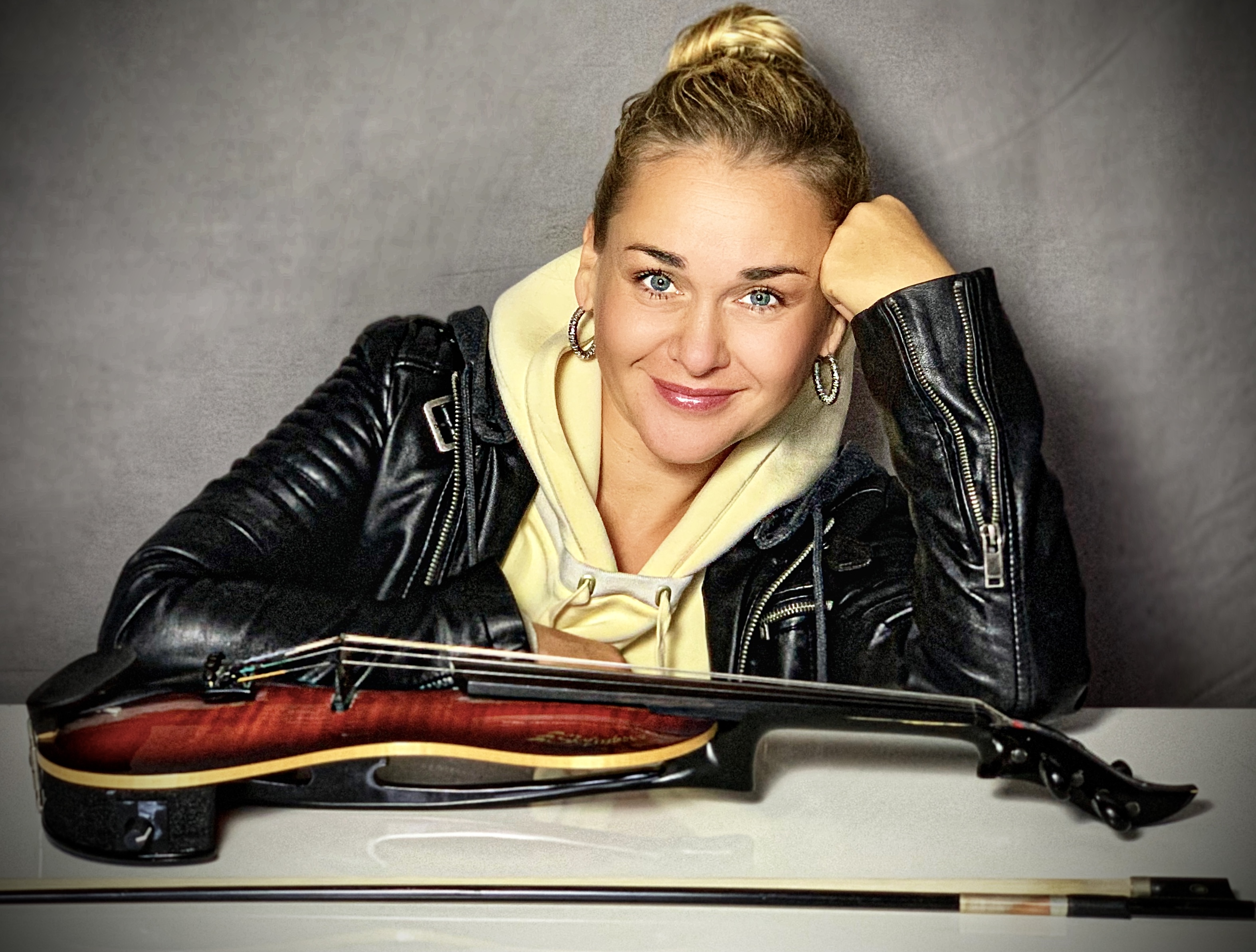
Nora Kudrjawizki

Nora Kudrjawizki (geborene Bösel, *19. Juli 1980 in Berlin) ist eine deutsche Geigerin und Singer-Songwriterin.

## Leben
Kudrjawizki entstammt einer musikalischen Familie und begann mit dem Violinspiel im Alter von vier Jahren. Bereits als Kind wirkte sie mehrfach im Liederspielplatz, einer Sendung des DDR-Fernsehens mit. Sie erhielt an der Musikschule Friedrichshain Ausbildung in den Fächern Violine, Klavier, Gesang und Musiktheorie. Sie studierte an der Hochschule für Musik Carl Maria von Weber Dresden Violine in der Klasse von Gustav Schmahl und setzte das Studium an der Universität der Künste Berlin bei Jan Tomes fort. Neben dem Abschluss als Diplomviolinistin erhielt sie auch das Diplom als Musikpädagogin. Weiterhin erhielt sie eine 10-jährige Ausbildung im klassischen Ballett und ist in Berlin als Pädagogin für Violine mit einer eigenen Klasse tätig.
Seit 2011 ist sie Produzentin und Protagonistin ihrer eigenen Dancing Electric Violin Show „Angelstrings“, mit der sie in Deutschland, Indien, Portugal, Spanien, Schweiz, Österreich und Italien auftrat. Sie ist außerdem seit 2014 Konzertmeisterin des Berlin Show Orchestra und gastierte als Geigerin in der Berliner Staatsoper, in der Berliner Philharmonie, im Concertgebouw Amsterdam, und in der Semperoper Dresden. TV-Auftritte hatte Kudrjawizki u. a. mit David Garrett, Michael Bublé, Schiller, David Hasselhoff, Jimmy Somerville, U96, Bonnie Tyler, Herbert Grönemeyer, José Carreras, Carmen Nebel, Marlon Roudette, Ute Lemper, Billy Ocean, Roachford, Nik Kershaw und Kim Fischer.
2005 nahm sie an der Deutschlandtournee von CITY teil, 2011 an der Europatournee der Band Gregorian.
Kudrjawizki veröffentlicht auch als Autorin. Neben zwei eigenen Gedichtbänden erschienen ihre Texte in Lyrik-Anthologien, den Anthologien deutschsprachiger Gedichte im Realis Verlag sowie im Jahrbuch des zeitgenössischen Gedichts 2015 der Brentano-Gesellschaft.

## Singer/Songwriterin
Als Singer/Songwriterin tritt Nora Kudrjawizki unter dem Namen „One Violin Orchestra“ seit 2019 auf und gestaltet deutschlandweit abendfüllende Konzerte mit Geige, Loopstation und Gesang, so etwa bislang in der Kulturbrauerei Berlin, in der Kulturkirche St. Jakobi Stralsund, im Weltspiegel-Theater Cottbus und im Lindenpark Potsdam. Für ihre Konzerte covert sie Songs und komponiert auch selbst. Sie steht auch mit ihrem Ehemann, dem Schauspieler und Musiker Lenn Kudrjawizki mit der gemeinsamen Band Fiddlaffairs auf der Bühne. 2021 komponierte und veröffentlichte sie für den ZDF Erzgebirgskrimi „Verhängsnisvolle Recherche“ den Abschlusssong, eine Cover-Version des Songs „Heaven is a place on earth“.

## Filmografie
- 2014 „Business as usual – Der Prophet fliegt mit“ Kurzfilm, Regie Lenn Kudrjawizki

## Veröffentlichungen
- 2018 Album „Loop“

- 2020 Album „One Violin Orchestra“

- 2021 „Christmas Album“

- 2022 Album „Happiness“

- 2023 Album „Dreamer“